# هيرتا فيرنبرج

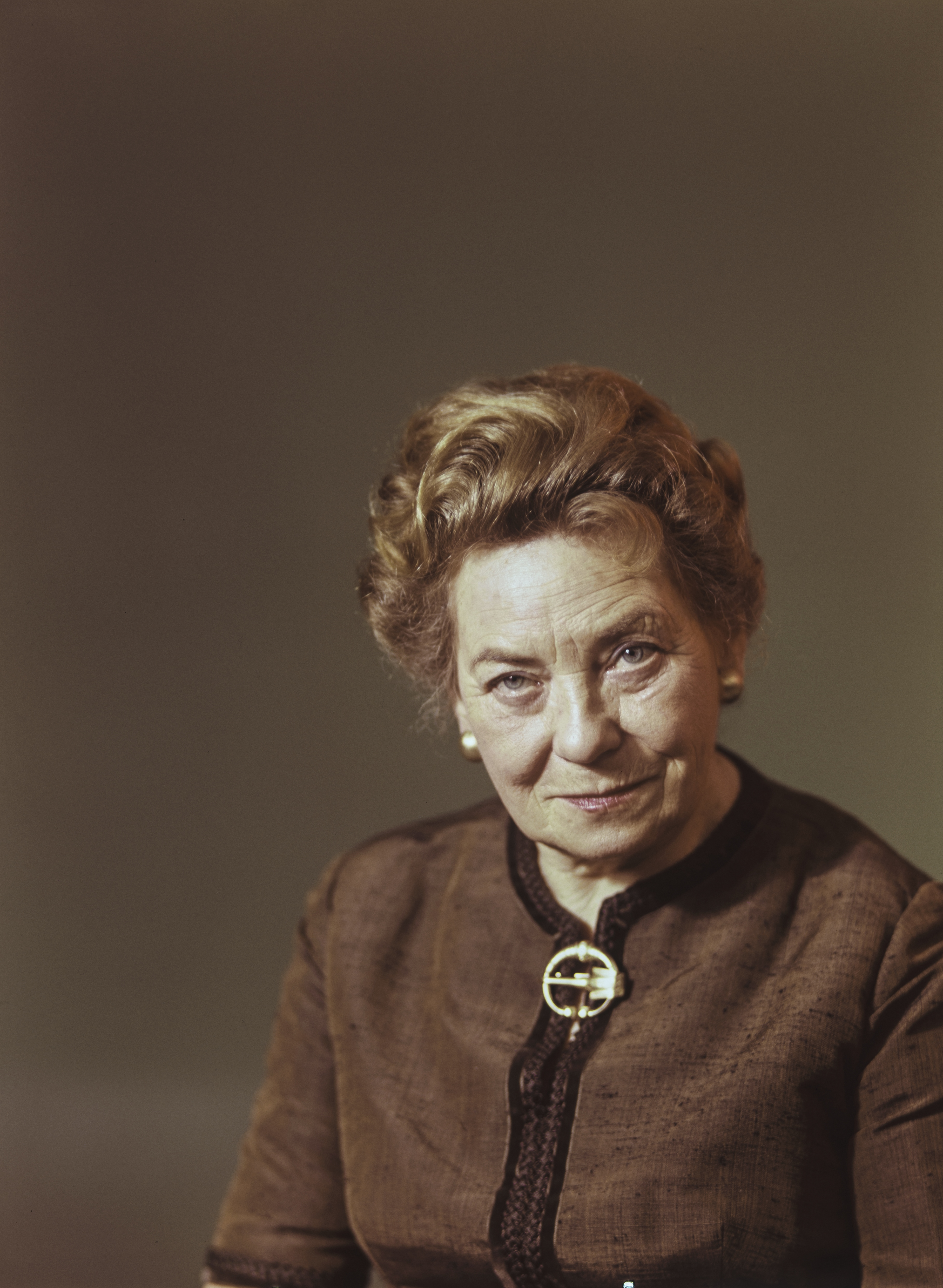
هيرتا فيرنبرج عام 1974.

هيرتا فيرنبرج (18 سبتمبر 1909 في فيينا - 14 فبراير 1994 فيينا) كانت سياسية نمساوية.
سمي برنامج هيرتا فيرنبرج باسمها.

## وصلات خارجية
- https://web.archive.org/web/20181113032147/https://www.parlament.gv.at/PAKT/VHG/XXIV/AB/AB_10542/imfname_251156.pdf